# Aliakmonas
De Aliakmonas (Grieks: Αλιάκμωνας) is een rivier in het noorden van Griekenland. De rivier ontspringt in het Grammosmassief in de noordelijke Pindos en stroomt in oostelijke richting door de periferieën West- en Centraal-Macedonië naar de Golf van Thessaloniki. Het is de langste rivier die volledig over Grieks grondgebied stroomt.
- Gemeinsame Normdatei: 4688464-6